# 1 Mazowiecka Brygada Wojsk Obrony Wewnętrznej
1 Mazowiecka Brygada Wojsk Obrony Wewnętrznej (1 BWOWew) – związek taktyczny Wojsk Obrony Wewnętrznej Wojska Polskiego.

## Formowanie
Brygada powstała sierpniu w 1966 r. na bazie 1 Mazowieckiej Brygady Korpusu Bezpieczeństwa Wewnętrznego, przekazanej z MSW do MON. Jednostka w składzie utworzonych WOWewn podlegała ministrowi Obrony Narodowej. Jej zadaniem była ochrona obiektów rządowych w okresie zagrożenia bezpieczeństwa państwa i wojny, pomoc organom MSW oraz udział w zwalczaniu desantów powietrznych i ugrupowań dywersyjnych, a także do jej zadań należało zabezpieczenie funkcjonowania organów władzy państwowej poprzez ich ewakuację i organizację polowych stanowisk kierowania dla Komitetu Obrony Kraju (KOK) i Wojewódzkich Komitetów Obrony (WKO) oraz ochrona ważnych obiektów gospodarki narodowej i szlaków komunikacyjnych, tudzież zabezpieczenie przegrupowania wojsk operacyjnych przez terytorium kraju.
Od 1 stycznia 1977 r. brygadę podporządkowano dowództwu Warszawskiego Okręgu Wojskowego. W 1989 r. po rozwiązaniu WOWewn brygadę przekształcono w 1 Pułk Ochrony i w 1992 r. pułk podporządkowano dowódcy Nadwiślańskich Jednostek Wojskowych.
Na podstawie Ustawy z dnia 22 grudnia 1999 r. (Dz.U nr 2 z 2000 r., poz. 6) w 2001 r. pułk rozformowano

## Struktura brygady
- dowództwo i sztab
- trzy  pułki piechoty zmotoryzowanej (w każdym 3 bataliony, bateria moździerzy i bateria dział bezodrzutowych)
- batalion czołgów T-55
- Dywizjon armat 76 mm
- dywizjon armat plot 37 mm
- kompania rozpoznawcza
- kompania saperów
- kompania chemiczna
- kompania łączności
- kompania regulacji ruchu
- kompania medyczna

## Dowódcy brygady
- płk Ryszard Tarasiewicz
- płk Józef Kowalewski
- płk Wacław Baķ
- płk Kazimierz Garbacik
- ppłk/ płk Jerzy Włosiński
- płk Zdzisław Kurowski